# Campo Santa Margherita
Campo Santa Margherita è un campo di Venezia, situato nel sestiere di Dorsoduro.

## Storia e descrizione
Il toponimo si riferisce alla chiesa sconsacrata di Santa Margherita, posta all'estremità nord orientale del campo.
L'aspetto attuale è dovuto agli interventi della seconda metà dell'Ottocento decretati dalle autorità austro-ungariche che portarono, per ragioni di carattere igienico, all'interramento di alcuni rii. Prima del 1863 il campo rispettava lo schema tipico di altri campi veneziani a vocazione mercantile, delimitato a sud da una via d'acqua costituita dal rio della Scoazzera, collegata al rio di San Barnaba dal rio di Ca' Canal.
Il campo è noto perché tradizionale luogo di ritrovo giovanile vista la vicinanza allo IUAV, a Ca' Foscari e a vari istituti superiori. A ciò si aggiunge la breve distanza dalla stazione ferroviaria, da Piazzale Roma e da diversi luoghi d'interesse monumentale.

## Monumenti e luoghi d'interesse
Sul campo, perlopiù caratterizzato da tipiche architetture popolari veneziane, insistono alcuni edifici di rilievo storico architettonico:

### Architetture civili
- Scuola dei Varoteri (1725), ovvero i conciatori di pelle, che si presenta come un edificio isolato in mezzo al campo, a seguito dell'interramento del rio della Scoazzera.
- Ospizio Scrovegni, incastonato sul lato sud del campo.
- Scuola Grande dei Carmini, al limite sud-occidentale del campo (dove sorge anche la chiesa dei Carmini), è il monumento di maggiore rilievo artistico, opera del Longhena, contenente pitture del Tiepolo;
- Casa Foscolo Corner, palazzetto trecentesco al civico 2927.
- Casa settecentesca al civico 3429-3430 posta in adiacenza del campanile. Al centro della facciata, sotto la linea di gronda è presente una scultura quattrocentesca raffigurante Santa Margherita proveniente dalla vicina chiesa sconsacrata.

### Architetture religiose
- Chiesa di Santa Margherita, soppressa nel 1810, è affacciata sulla calle che esce a nord dal campo.
- Chiesa dei Carmini

### Altro
- Monumento ai caduti della Grande Guerra: inaugurato il 4 novembre 1923, riporta i nomi dei 100 caduti della parrocchia dei Carmini sormontati da quattro sculture in bronzo raffiguranti le quattro virtù del soldato italiano: Prudenza, Giustizia, Temperanza e Fortezza, opera dello scultore Angelo Franco.

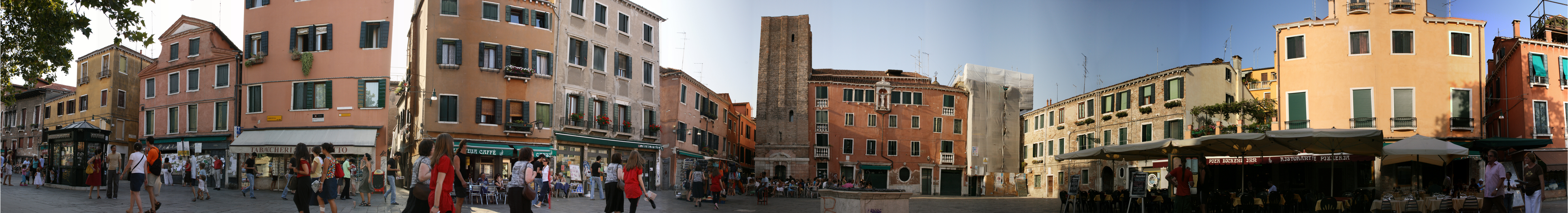
Visione d'insieme del Campo